# Тупковець
46°28′ пн. ш. 16°19′ сх. д. / 46.46° пн. ш. 16.31° сх. д.
Тупковець (хорв. Tupkovec) — населений пункт у Хорватії, в Меджимурській жупанії у складі громади Горній Михалєвець.

## Населення
Населення за даними перепису 2011 року становило 88 осіб.
Динаміка чисельності населення поселення:

## Клімат
Середня річна температура становить 9,85 °C, середня максимальна – 23,68 °C, а середня мінімальна – -6,30 °C. Середня річна кількість опадів – 854 мм.
| Клімат поселення                              | Клімат поселення | Клімат поселення | Клімат поселення | Клімат поселення | Клімат поселення | Клімат поселення | Клімат поселення | Клімат поселення | Клімат поселення | Клімат поселення | Клімат поселення | Клімат поселення | Клімат поселення |
| Показник                                      | Січ.             | Лют.             | Бер.             | Квіт.            | Трав.            | Черв.            | Лип.             | Серп.            | Вер.             | Жовт.            | Лист.            | Груд.            |                  |
| Середній максимум, °C                         | 5,03             | 6,99             | 11,37            | 15,60            | 20,65            | 23,68            | 23,59            | 23,08            | 19,06            | 13,90            | 8,28             | 4,20             |                  |
| Середня температура, °C                       | −0,64            | 1,30             | 5,70             | 9,95             | 14,98            | 18,02            | 19,72            | 19,22            | 15,20            | 10,02            | 4,39             | 0,30             |                  |
| Середній мінімум, °C                          | −6,3             | −4,34            | 0,04             | 4,28             | 9,31             | 12,36            | 15,85            | 15,35            | 11,32            | 6,14             | 0,52             | −3,55            |                  |
| Норма опадів, мм                              | 39               | 43               | 57               | 67               | 74               | 97               | 94               | 89               | 82               | 77               | 77               | 58               |                  |
| Середньомісячна швидкість вітру, м/с          | 1.90             | 2.13             | 2.50             | 2.55             | 2.40             | 2.10             | 2.08             | 1.82             | 1.87             | 1.90             | 2.00             | 2.00             |                  |
| Середньомісячна сонячна радіація, кДж/м²·день | 4025             | 6777             | 10514            | 14889            | 18936            | 20763            | 21297            | 18570            | 13747            | 8586             | 4471             | 3254             |                  |
| --------------------------------------------- | ---------------- | ---------------- | ---------------- | ---------------- | ---------------- | ---------------- | ---------------- | ---------------- | ---------------- | ---------------- | ---------------- | ---------------- | ---------------- |
| Джерело:                                      |                  |                  |                  |                  |                  |                  |                  |                  |                  |                  |                  |                  |                  |